# 冨樫健一郎
冨樫 健一郎（とがし けんいちろう、1980年12月5日 - ）は、日本の男性総合格闘家。広島県広島市出身。パラエストラ広島所属。

## 来歴
近畿大学柔道部出身、大学所属時にパラエストラ広島に入会し、総合格闘技を始めた。
2001年6月14日、修斗での柔術マッチで早川光由と対戦し、0-8のポイント負け。
2001年7月27日、プロ修斗デビュー。
2004年5月3日、修斗環太平洋ウェルター級（-70㎏）王座決定トーナメント1回戦で村濱天晴と対戦し、0-3の判定負け。
2005年8月20日、修斗でヨアキム・ハンセンと対戦し、0-3の判定負け。負傷欠場の代役で7月30日の後楽園大会出場から3週間の準備期間で試合に臨んだ。
2006年2月17日、修斗環太平洋ウェルター級（-70㎏）王座決定戦で石田光洋と対戦し、0-2の判定負けで王座獲得に失敗した。
2008年7月18日、中蔵隆志の世界王座戴冠により空位となった環太平洋ウェルター級（-70㎏）王座決定戦で遠藤雄介と対戦し、0-3の判定負けで王座獲得に失敗した。
2009年2月28日、修斗で天突頑丈と再戦し、2-0の判定勝ち。
2009年10月30日、VALE TUDO JAPAN 09の修斗世界ウェルター級（-70㎏）王座決定戦でヴィラミー・シケリムと対戦し、ドクターストップによるTKO負けを喫し王座獲得に失敗した。
2010年7月19日、修斗でヤニ・ラックスと対戦し、TKO勝ち。
2011年9月23日、修斗環太平洋ウェルター級（-70㎏）タイトルマッチで王者の児山佳宏に挑戦し、1-2の判定負けで王座獲得に失敗した。
2012年12月1日、初出場となったパンクラスでISAOと対戦し、TKO負け。

## 戦績

### 総合格闘技
| 総合格闘技 戦績 | 総合格闘技 戦績 | 総合格闘技 戦績 | 総合格闘技 戦績 | 総合格闘技 戦績 | 総合格闘技 戦績 | 総合格闘技 戦績 |
| --------------- | --------------- | --------------- | --------------- | --------------- | --------------- | --------------- |
| 35 試合         | (T)KO           | 一本            | 判定            | その他          | 引き分け        | 無効試合        |
| 19 勝           | 1               | 8               | 10              | 0               | 5               | 0               |
| 15 敗           | 7               | 0               | 10              | 0               | 5               | 0               |

| 勝敗 | 対戦相手                     | 試合結果                                        | 大会名 | 開催年月日     |
| ×    | 松岡嵩志                     | 2R 1:35 TKO（グラウンドパンチ）                 | PANCRASE 327 | 2022年4月29日  |
| ×    | 金田一孝介                   | 5分3R終了 判定1-2                               | PANCRASE 320 | 2020年12月13日 |
| ×    | 林源平                       | 5分3R終了 判定1-2                               | PANCRASE 308 | 2019年9月29日  |
| ○    | アキラ                       | 5分3R終了 判定3-0                               | PANCRASE 304 | 2019年4月14日  |
| ×    | 上迫博仁                     | 3R 3:46 TKO（ドクターストップ：カット）         | PANCRASE 300 | 2018年10月21日 |
| ×    | トム・サントス               | 1R 3:43 TKO（グラウンドパンチ）                 | PANCRASE 296 | 2018年5月20日  |
| ×    | アジズ・パフルディノフ       | 5分3R終了 判定0-3                               | PANCRASE 291 | 2017年11月12日 |
| ○    | 石川英司                     | 5分3R終了 判定2-1                               | PANCRASE 287 | 2017年5月28日  |
| ○    | ヤマモト・ショーヘイ         | 3分3R終了 判定2-1                               | PANCRASE 282 | 2016年11月13日 |
| ×    | ジョン・バチスタ・ヨシムラ   | 2R 2:12 TKO（パウンド）                         | PANCRASE 279 | 2016年7月24日  |
| ○    | ウィル・“THE KILL”・チョープ | 5分3R終了 判定2-1                               | PANCRASE 274 | 2015年12月20日 |
| ○    | 高橋“Bancho”良明             | 2R 4:52 三角締め                                | PANCRASE 269 | 2015年8月9日   |
| ○    | 武田飛翔                     | 1R 4:56 スリーパーホールド                      | 修斗 闘裸男15 〜DIRECTION OF THE CAGE〜                                                                          | 2015年6月21日  |
| ○    | 鈴木淑徳                     | 5分3R終了 判定2-0                               | 修斗 闘裸男13th                                                                                                  | 2014年5月25日  |
| ×    | 榊真嗣                       | 5分3R終了 判定1-2                               | 修斗 2013年第2戦                                                                                                 | 2013年3月16日  |
| ×    | ISAO                         | 1R 0:16 TKO（左ストレート→パウンド）            | PANCRASE 2012 PROGRESS TOUR                                                                                      | 2012年12月1日  |
| ×    | 児山佳宏                     | 5分3R終了 判定1-2                               | 修斗 SHOOTOR’S LEGACY 04 〜東北地方太平洋沖地震支援チャリティー〜 【修斗環太平洋ウェルター級チャンピオンシップ】 | 2011年9月23日  |
| ○    | 小知和晋                     | 5分3R終了 判定3-0                               | 修斗 SHOOTO GIG TOKYO VOL.6                                                                                      | 2011年5月28日  |
| ○    | ヤニ・ラックス               | 3R 1:30 TKO（ドクターストップ：鼻のカット）     | 修斗 The Way of SHOOTO 04 〜Like a Tiger, Like a Dragon〜                                                        | 2010年7月19日  |
| ×    | ヴィラミー・シケリム         | 1R 2:05 TKO（ドクターストップ：鼻骨骨折の疑い） | VALE TUDO JAPAN 09 【修斗世界ウェルター級王座決定戦】                                                            | 2009年10月30日 |
| ○    | 加藤鉄史                     | 5分3R終了 判定2-0                               | "修斗伝承 ROAD TO 20th ANNIVERSARY FINAL"                                                                        | 2009年5月10日  |
| ○    | 天突頑丈                     | 5分3R終了 判定2-0                               | 修斗 SHOOTO GIG TOKYO Vol.1                                                                                      | 2009年2月28日  |
| ×    | 遠藤雄介                     | 5分3R終了 判定0-3                               | "修斗伝承 02" ROAD TO 20th ANNIVERSARY 【修斗環太平洋ウェルター級王座決定戦】                                    | 2008年7月18日  |
| △    | ウエタユウ                   | 5分2R終了 判定1-1                               | 修斗 GRAPPLINGMAN7 闘裸男                                                                                        | 2008年5月18日  |
| ○    | 小田光二                     | 1R 腕ひしぎ十字固め                             | 格闘技の祭典 LEGEND                                                                                              | 2007年10月21日 |
| ×    | ブライアン・コッブ           | 3R 2:20 TKO（パンチ連打）                       | Shooto The Arrival: This is Shooto                                                                               | 2007年8月18日  |
| ○    | ダレン・クリスプ             | 1R 1:56 腕ひしぎ十字固め                        | Warrior Cup 2 | 2007年4月7日   |
| △    | 朴光哲                       | 5分3R終了 判定1-1                               | 修斗 BACK TO OUR ROOTS 01                                                                                        | 2007年2月17日  |
| ×    | 石田光洋                     | 5分3R終了 判定0-2                               | 修斗 SHOOTO The Victory of The Truth 【修斗環太平洋ウェルター級王座決定戦】                                      | 2006年2月17日  |
| ×    | ヨアキム・ハンセン           | 5分3R終了 判定0-3                               | 修斗 ALIVE ROAD                                                                                                  | 2005年8月20日  |
| ○    | 天突頑丈                     | 5分3R終了 判定3-0                               | 修斗 | 2005年7月30日  |
| ○    | 福本よう一                   | 1R 3:20 三角絞め                                | 修斗 in 福岡 玄海沖地震被災地チャリティイベント                                                                  | 2005年4月23日  |
| ×    | 中蔵隆志                     | 5分3R終了 判定0-3                               | 修斗 & KAKUMEI KICKBOXING                                                                                        | 2004年10月17日 |
| ×    | 村濱天晴                     | 5分3R終了 判定0-3                               | 修斗 【環太平洋ウェルター級王座決定トーナメント 1回戦】                                                          | 2004年5月3日   |
| ○    | ロマス・クリマビュチス       | 1R 2:36 腕ひしぎ十字固め                        | 修斗 & KAKUMEI SHOWDOWN BATTLE                                                                                   | 2004年4月11日  |
| ○    | 朴光哲                       | 1R 2:48 腕ひしぎ十字固め                        | 修斗 | 2003年6月27日  |
| △    | ドウドゥ・ギマラエス         | 5分2R終了 判定1-1                               | 修斗 TREASURE HUNT 08                                                                                            | 2002年7月19日  |
| ○    | 倉持昌和                     | 1R 4:31 腕ひしぎ十字固め                        | 修斗 TREASURE HUNT 06                                                                                            | 2002年5月5日   |
| △    | 内村世己                     | 5分2R終了 判定1-0                               | 修斗 WANNA SHOOTO 2002                                                                                           | 2002年4月14日  |
| △    | 松下直揮                     | 5分2R終了 判定1-0                               | 修斗 SHOOTO TO THE TOP                                                                                           | 2001年11月25日 |
| ○    | 椎木努                       | 5分2R終了 判定2-0                               | 修斗 SHOOTO GIG EAST 2001-04                                                                                     | 2001年7月27日  |

### ブラジリアン柔術
| 勝敗 | 対戦相手 | 試合結果            | 大会名                                                  | 開催年月日    |
| ×    | 早川光由 | 8分終了 ポイント0-8 | 修斗 SHOOTO GIG EAST Vol.3 【アダルト 茶帯 レーヴィ級】 | 2001年6月14日 |

### キックボクシング
| キックボクシング 戦績 | キックボクシング 戦績 | キックボクシング 戦績 | キックボクシング 戦績 | キックボクシング 戦績 | キックボクシング 戦績 | キックボクシング 戦績 |
| --------------------- | --------------------- | --------------------- | --------------------- | --------------------- | --------------------- | --------------------- |
| 1 試合                | (T)KO                 | 判定                  | その他                | 引き分け              | 無効試合              |                       |
| 0 勝                  | 0                     | 0                     | 0                     | 0                     | 0                     |                       |
| 1 敗                  | 0                     | 1                     | 0                     | 0                     | 0                     |                       |

| 勝敗 | 対戦相手 | 試合結果       | 大会名   | 開催年月日    |
| ×    | 牧平圭太 | 3R終了 判定0-3 | Krush.31 | 2013年8月25日 |